# Campionat de Suècia de trial
El Campionat de Suècia de trial, regulat per la federació sueca de motociclisme, SVEMO (Svenska Motorcykel- och Snöskoterförbundet), és la màxima competició de trial que es disputa a Suècia.

## Llista de guanyadors
A 10 de desembre de 2024
| Temporada | Campió              | Motocicleta |
| --------- | ------------------- | ----------- |
| 1959      | Gösta Andersson     | Triumph     |
| 1960      | Lars Sellman        | Husqvarna   |
| 1961      | Erland Andersson    | Husqvarna   |
| 1962      | Erland Andersson    | Husqvarna   |
| 1963      | Gösta Andersson     | Husqvarna   |
| 1964      | Gösta Andersson     | Husqvarna   |
| 1965      | Lars Sellman        | Husqvarna   |
| 1966      | Roland Björk        | Bultaco     |
| 1967      | Roland Björk        | Bultaco     |
| 1968      | Erland Andersson    | Husqvarna   |
| 1969      | Hans Bengtsson      | Bultaco     |
| 1970      | Benny Sellman       | Montesa     |
| 1971      | Benny Sellman       | Montesa     |
| 1972      | Thore Evertsson     | OSSA        |
| 1973      | Benny Sellman       | Montesa     |
| 1974      | Benny Sellman       | Montesa     |
| 1975      | Benny Sellman       | Montesa     |
| 1976      | Ulf Karlson         | Montesa     |
| 1977      | Ulf Karlson         | Montesa     |
| 1978      | Ulf Karlson         | Montesa     |
| 1979      | Ulf Karlson         | Montesa     |
| 1980      | Ulf Karlson         | Montesa     |
| 1981      | Ulf Karlson         | Montesa     |
| 1982      | Ulf Karlson         | Montesa     |
| 1983      | Ulf Karlson         | Montesa     |
| 1984      | Martin Karlsson     | Montesa     |
| 1985      | Jonny Andersson     | Yamaha      |
| 1986      | Urban Lindholm      | Yamaha      |
| 1987      | Ulf Peter Lundqvist | Beta        |
| 1988      | Marko Nordbäck      | Fantic      |
| 1989      | Marko Nordbäck      | Fantic      |
| 1990      | Marko Nordbäck      | Beta        |
| 1991      | Ulf Peter Lundqvist | Gas Gas     |
| 1992      | Ulf Peter Lundqvist | Gas Gas     |
| 1993      | Ulf Peter Lundqvist | Gas Gas     |
| 1994      | Ulf Peter Lundqvist | Gas Gas     |
| 1995      | Ulf Peter Lundqvist | Gas Gas     |
| 1996      | Johan Fredriksson   | Gas Gas     |
| 1997      | Stefan Riedel       | Beta        |
| 1998      | Anders Nilsson      | Gas Gas     |
| 2000      | Jonas Riedel        | Beta        |
| 2001      | Anders Nilsson      | Gas Gas     |
| 2002      | Jonas Riedel        | Gas Gas     |
| 2003      | Jonas Riedel        | Gas Gas     |
| 2004      | Fredrik Johansson   | Gas Gas     |
| 2005      | Adam Thiger         | Gas Gas     |
| 2006      | Anders Nilsson      | Scorpa      |
| 2007      | Adam Thiger         | Gas Gas     |
| 2008      | Fredrik Johansson   | Beta        |
| 2009      | Emil Gyllenhammar   | Gas Gas     |
| 2010      | Emil Gyllenhammar   | Gas Gas     |
| 2011      | Eddie Karlsson      | Gas Gas     |
| 2012      | Eddie Karlsson      | Gas Gas     |
| 2013      | Eddie Karlsson      | JTG         |
| 2014      | Eddie Karlsson      | Montesa     |
| 2015      | Eddie Karlsson      | Montesa     |
| 2016      | Eddie Karlsson      | Montesa     |
| 2017      | Eddie Karlsson      | Montesa     |
| 2018      | Eddie Karlsson      | Sherco      |
| 2019      | Eddie Karlsson      | Sherco      |
| 2020      | No disputat         | No disputat |
| 2021      | Linus Almthén       | Beta        |
| 2022      | Linus Almthén       | Beta        |
| 2023      | Linus Almthén       | Beta        |
| 2024      | Linus Almthén       | Gas Gas     |

## Estadístiques

### Campions amb més de 3 títols
A 10 de desembre de 2024
| Pilot               | Títols |
| ------------------- | ------ |
| Eddie Karlsson      | 9      |
| Ulf Karlson         | 8      |
| Ulf Peter Lundqvist | 6      |
| Benny Sellman       | 5      |
| Linus Almthén       | 4      |